# Mustapha Bundu
Mustapha Bundu (født 28. februar 1997 i Freetown) er en sierraleonsk fodboldspiller, der spiller for tyske Hannover 96. Han har tidligere spillet i RSC Anderlecht og AGF (både fast og på en lejeaftale) samt i F.C. København og FC Andorra (på lejeaftaler).

## Klubkarriere
Bundu spillede i sin tidlige ungdom på Craig Bellamy Academy i hjemlandet Sierra Leone, inden han fik et stipendium og studentervisum til at komme på Hartpury College i England. Det sidste år af sin skoletid spillede han for Hereford F.C. i Southern League, og han var med i truppen, da holdet deltog i og tabte LA Vase-finalen (finalen i pokalturneringen for hold på 9.-11. niveau i engelsk fodbold).

### AGF
Han kom til prøvetræning i AGF i sommeren 2016 og gjorde tilstrækkeligt indtryk til, at klubben indgik en etårig kontrakt med ham fra august samme år. Han debuterede for klubben i kampen mod Brøndby IF 23. oktober samme år, hvor han blev skiftet ind mod slutningen af kampen.
Kontrakten blev forlænget, så den løb til sommeren 2021, og Bundu blev snart en vigtig spiller hos aarhusianerne. Han nåede at spille i alt 109 kampe og score 21 mål for AGF.
| Klub | Sæson   | Liga        | Liga  | Liga | Pokal | Pokal | Europa | Europa | Total | Total |
| ---- | ------- | ----------- | ----- | ---- | ----- | ----- | ------ | ------ | ----- | ----- |
| Klub | Sæson   | Division    | Kampe | Mål  | Kampe | Mål   | Kampe  | Mål    | Kampe | Mål   |
| AGF  | 2016/17 | Superligaen | 9     | 1    | 1     | 0     | 0      | 0      | 10    | 1     |
| AGF  | 2017/18 | Superligaen | 31    | 4    | 0     | 0     | 0      | 0      | 31    | 4     |
| AGF  | 2018/19 | Superligaen | 31    | 4    | 0     | 0     | 0      | 0      | 31    | 4     |
| AGF  | 2019/20 | Superligaen | 27    | 8    | 1     | 0     | 0      | 0      | 28    | 8     |
| AGF  | Total   |             | 98    | 17   | 2     | 0     | 0      | 0      | 100   | 17    |

### Anderlecht
Med successen i de sidste par sæsoner hos AGF var det naturligt, at han blev interessant for større klubber. I august 2020 blev han solgt til belgiske RSC Anderlecht, hvor han fik en firårig kontrakt og rygnummer 19 (samme som han havde i AGF). Han fik debut i Jupiler League 13. september samme år, da han blev skiftet ind 10 minutter før slutfløjtet i Anderlechts sejr på 2-0 over Cercle Brugge.

#### FCK
I januar 2021 blev det offentliggjort, at Anderlecht havde indgået en lejeaftale med FCK om Bundu til sommeren 2021. Lejeaftalen indeholdt en købsoption. Ved udløbet af lejeaftalen vendte Bundu tilbage til Anderlecht. Bundu opnåede i alt 14 kampe for FCK og scorede et enkelt mål.

#### AGF igen
På transfervinduets sidste dag, 31. august 2021, blev han udlejet for et år til klubben, hvor han fik sit gennembrud, AGF. Med lejeaftalen fik AGF en købsoption for Bundu. Denne gang blev opholdet i den aarhusianske klub dog ikke nogen stor succes, og efter afslutningen af lejeopholdet vendte Bundu tilbage til Anderlecht.

#### FC Andorra
I september udlejede Anderlecht endnu engang Bundu, denne gang til FC Andorra i den spanske Segunda División. Lejemålet gjaldt for hele sæsonen 2022-2023.

### Plymouth Argyle
Da Bundu aldrig for alvor slog igennem i Anderlecht, blev han i slutningen af sommertransfervinduet 2023 solgt til den engelske Championship-klub, Plymouth Argyle.

## Landshold
Bundu har spiller for det sierraleonske landshold, hvor han fik debut i en VM-kvalifikationskamp mod Liberia 4. september 2019, da han blev skiftet ind i kampens sidste minut. Senere samme år spillede han hele kampen i en kvalifikationskamp til Africa Cup of Nations 2021.
Han har senere spillet flere landskampe og scorede sit første mål i en Africa Cup of Nations-kvalifikationskamp 13. november 2020 på udebane mod Nigeria, en kamp der endte 4-4. Han var med i alle tre kampe, Sierra Leone spillede ved slutrunden til Africa Cup of Nations 2021, hvor holdet med to uafgjorte og et nederlag ikke gik videre fra indledende runde.